# Laurids Smith
Laurids Smith (1754 – 1794) è stato un presbitero e scrittore danese.
Si distinse, in particolare, per la sua opera Forsøg til en fuldstaendig Laerebygning om Dyrenes Natur og Bestemmelse og Menneskets Pligter imod Dyrene (Abbozzo di un trattato sistematico sulla natura e il destino degli animali e sulle obbligazioni dell'uomo verso di essi, 1791) in cui affermò che l'essere umano ha il dovere di comportarsi secondo giustizia nei riguardi degli animali così come degli altri esseri umani, anche per rispetto del volere divino:
Lauritz Smith fu un precursore, come Jeremy Bentham e Bernardin de Saint-Pierre, degli appelli per leggi in difesa degli animali che si svilupparono, di lì a poco, soprattutto in Gran Bretagna. Il suo Forsøg circolò anche negli anni successivi, e fu tradotto in svedese e in tedesco.

## Opere (elenco parziale)
- Ueber die Natur und Bestimmung der Thiere wie auch von der Pflichten der Menschen gegen die Thiere (Copenaghen, 1790)
- Forsøg til en fuldstaendig Laerebygning om Dyrenes Natur og Bestemmelse og Menneskets Pligter imod Dyrene (Copenaghen, 1791)
- Versuch eines vollständigen Lehrgebäudes der Natur und Bestimmung der Thiere und der Pflichten des Menschen gegen die Thiere (Copenaghen, 1793)